# San Diego Sockers
San Diego Sockers é uma franquia americana profissional de futebol de salão que joga na Divisão Oeste da Major Arena Soccer League, representando a área de San Diego desde 2009. Sua primeira arena foi a Chevrolet Del Mar Arena, no Del Mar Fairgrounds, adjacente ao Autódromo de Del Mar, em Del Mar, Califórnia . Eles mudaram para a Arena Pechanga, a casa do San Diego Sockers original, para a temporada 2012-2013.
O Sockers detém o recorde de maior série de vitórias na história do futebol profissional dos Estados Unidos. A sequência, que começou em 29 de dezembro de 2010, foi interrompida após 48 jogos por uma perda de 6 a 5 horas extras para o Dallas Sidekicks em 27 de janeiro de 2013.

## História
1978– 1996: A equipe começou como Baltimore Comets em 1974, mas mudou-se para San Diego como San Diego Jaws em 1976. Após uma estadia de um ano em Las Vegas como Las Vegas Quicksilvers, a equipe retornou como San Diego Sockers em 1978. Eles eram de propriedade de Bob Bell e jogavam seus jogos de salão no San Diego Sports Arena .
2009 – Presente: Os Sockers foram fundados em 2009 por David Pike, Carl Savoia e Phil Salvagio. Esta foi a segunda tentativa de reviver o nome de Sockers. A primeira equipe jogou no NASL, MISL original e CISL . A primeira tentativa de reavivamento para jogar na WISL e na segundo MISL . Os Sockers tiveram uma quantidade significativa de sucesso desde que começaram a jogar, vencendo o campeonato PASL-Pro e a US Open Cup of Arena Soccer nas quatro primeiras temporadas. Em janeiro de 2019, o ex-jogador da USMNT Landon Donovan se juntou aos Sockers na Major Arena Soccer League .

## Cores e emblema
Os Sockers apresentam as cores azul royal, branco e amarelo, frequentemente usadas pelas equipes anteriores dos Sockers e utilizavam uma versão modificada do logotipo de seu antecessor imediato.

## Arena
- Arena Chevrolet Del Mar (2009–2012)
- Pechanga Arena San Diego (2012 – presente)